# أبنوب
أبنوب هي مدينة مصرية ومركز بمحافظة أسيوط.
والمدينة عاصمة مركز أبنوب
وتقع على الضفة الشرقية من نهر النيل والمركز من أكبر مراكز محافظة أسيوط
تبلغ مساحتها كم مربع
بلغ عدد سكانها 351130 عام 2001 ثم بلغ عدد سكانها 51000 نسمة عام 2005
تبعد عن مدينة القاهرة مسافة 375 كم جهةالجنوب وعن مدينة أسيوط 10 كيلو متر

## الموقع الفلكي والوصف
تقع مدينة أبنوب على خط عرض 5 16 27 شمال خط الاستواء وخط طول 1 9 31 شرق خط جرينتش.

## أصل التسمية
تتكون الكلمة من مقطعين: "آب" و"نوب" ومعناهما باللغة الهيروغليفية "أرض الذهب

## السكان
تبلغ الكثافة السكانية في المدينة إلى 58 نسمة/كم مربع

## التعليم
أبنوب بها 117 مدرسة في المراحل التعليمية الثلاثة الأساسية
63 مدرسة ابتدائي
36 مدرسة إعدادي
6 ثانوي عام
3 فني صناعي وزراعي وتجاري
6 فصل واحد
واحدة مهنية
واحدة فكرية
واحدة تجريبية
زائد
32 رياض أطفال
16 مدارس مجتمع.

## التعليم الأساسي
63 ابتدائي
36 إعدادي
1 تجريبية
1 مهني
1 تريبة خاصة.

## التعليم الأزهري
توجد مجمع أزهر يستقبل المتعلمين من المرحلة الابتدائية للمرحلة الثانوية.
يوجد في أبنوب معهدين الأول خاص بتعليم البنات ويقع بالقرب من مركز أبنوب وهو خاص بتعليم البنات حتى المرحلة الثانوية والآخر معهد خاص بتعليم الأولاد حتى المرحلة الثانوية.

## السياحة
يضم مركز أبنوب بعض المناطق الأثرية تتمثل في بعض الآثار الفرعونيه والرومانيه والقبطيه وتوجد في المعابد حيث يوجد بها دير الشهيد مارمينا العجايبي المعروف بالدير المعلق وأيضا آثار العطيات البحرية وآثار دير الجبراوي.
دير الشهيد مار مينا العجائبي العامر الدير المعلق يرجع تاريخه إلى القرن الرابع الميلادي وتقول التقليد أن مار مينا توحد في هذه المغارة وهو يقع بجبل أبنوب بالضفة الشرقية ل نهرالنيل شمال مدينة أبنوب بحوالي 25 كم ويقع على ارتفاع 170 متر من سطح الأرض لذلك اشتهر بالدير المعلق نظراً لأنه معلق في حضن الجبل
المؤرخ المقريزي في خططه وفي وجه 503 قال «إنه دير لطيف معلق في الجبل» وكتب عن موقع الدير والوصول إليه ونواحي الحياة فيه، ومن الشائع أن الشهيد مار مينا جاء إلى هذه المغارة وأقام فيها فترة من الزمن وذلك في فترة توحده في البرية، الحصن الأثري
قام ببنائه الملكة هيلانة أم الملك قسطنطين ملاصق للصخور الجبلية وهو عبارة عن ثلاثة طوابق ومحتفظ بشكله من القرن الرابع الميلادي، تم ترميمه عام 1998 بإشراف هيئة الآثار ويتكون من:
الدور الأول: هو مدخل الحصن وبه السلم الصاعد للدور الثاني ويوجد به بعض الأبواب الأثرية وبعض القطع الأثرية الأخرى ويوجد به الطافوس القديم (مدفن الرهبان)
الدور الثاني: وبه كنيسة على اسم البابا أثناسيوس الرسولي وأنبا أرسانيوس معلم أولاد الملوك تم إعادتها وتجديدها واستخدامها مع ترميم الحصن الأثري، وقلاية منحوتة في الصخر.
الدور الثالث: وبه مجموعة من القلالي..
مباني الدير:
المبني المجاور للحصن به السلم الموصل إلى الكنيستين الموجودتين بالطابق الأخير من الحصن وبه مركز الوسائل السمعية والبصرية ويوجد به أيضاً مصنع الشمع وورشة للصدف.
مبني قلالي الرهبان ويشتمل على:
كنيسة على اسم الشهيد مار مينا والبابا أثناسيوس (كنيسة المزار) قلاية الأب الأسقف رئيس الدير و 23 قلاية للرهبان أسفله استراحة للزائرين ومجمع الدير وبيت الخلوة للشباب.
القلالي المنفردة:
توجد مغائر وقلالي منفردة تحيط بالدير منها ما هو قديم ويستخدم للوحدة وقت أي كان الدير عامراً بالرهبان في القرون الماضية ومنها ما هو أعلى الجبل ويستخدم لخلوة الآباء الرهبان.
كنائس الدير:
يوجد بالدير أربع كنائس
1 - كنيسة الشهيد مار مينا الأثرية باسم الشهيد مار مينا (كنيسة المغارة) وبها حامل الأيقونات الأثري، وباب الهيكل يشبه باب النبوات الموجود بدير السريان، والكنيسة يوجد بها مجموعة من الأيقونات الأثرية
2 - كنيسة السيدة العذراء الأثرية على اسم السيدة العذراء ورئيس الملائكة ميخائيل وهي عبارة عن مذبح جميل منحوت بالكامل في الصخر
3 - كنيسة البابا أثناسيوس باسم البابا أثناسيوس والأنبا أرسانيوس الموجودة بالحصن الأثري وهي خاصة بالأباء الرهبان فقط، ومن الثابت إن البابا أثناسيوس الرسولي البابا العشرون عاش في هذه المغارة في فترة نفيه عن كرسيه في صعيد مصر وقد دشن الكنيسة الأثرية على اسم الشهيد مار مينا
4 - كنيسة المزار على اسم الشهيد مار مينا والبابا أثناسيوس الرسولي وبها جزء من رفات الشهيد مار مينا العجائبي ومجموعة من رفات الشهداء القديسين.
5-

## الصناعة
تعتبر أبنوب من أكبر المدن الصناعية بالصعيد، حيث يتواجد بها الكثير من المصانع (شيبسي، كوكاكولا، وT3A للأدوية، مطاحن الحاج فرج)

## ابنوب في الادب
ورد ذكر اسم ابنوب في رواية يوميات نائب في الأرياف للأديب العبقري توفيق الحكيم
وتتشابه اسمه مع ابنود بلد الشاعر عبد الرحمن الابنودي

## أبنوب في الدراما
ورد ذكر أبنوب في الأعمال الدرامية الآتية:
1-يوميات نائب في الأرياف و هو فيلم بطولة نور الشريف
2-لا يا من كنت حبيبيو هو فيلمبطولة نجلاء فتحي و محمود ياسين